# Dieter Rauchbach
Dieter Rauchbach (* 9. April 1934 in Naumburg) ist ein ehemaliger deutscher Ringer. Er war 1960 Olympiateilnehmer und neunfacher DDR-Meister in beiden Stilarten.

## Werdegang
Dieter (Hans-Dieter) Rauchbach begann als Jugendlicher mit dem Ringen. Sein erster Verein war der SC Lok Naumburg. Später wechselte er zum SC Chemie Halle, dem er bis zum Ende seiner Laufbahn angehörte. Zu Beginn seiner Laufbahn rang er in beiden Stilarten, ab 1956 konzentrierte er sich dann auf den freien Stil.
1954 tauchte er erstmals in einer Siegerliste bei einer deutschen Meisterschaft auf. Er nahm in Karlsruhe an einer der letzten gesamtdeutschen Meisterschaften der Junioren teil. Ab 1955 fanden nur mehr getrennte Meisterschaften statt (Bundesrepublik Deutschland und DDR). In Karlsruhe belegte er im griechisch-römischen Stil im Halbschwergewicht den 4. Platz. 1955 wurde er erstmals DDR-Meister im freien Stil im Halbschwergewicht vor Fritz Fleischhauer vom SC Motor Artern. DDR-Meister in freien Stil wurde er auch noch 1956, 1957, 1958, 1959 und 1960 im Halbschwergewicht, 1961 im Schwergewicht und 1962 wieder im Halbschwergewicht. 1962 wurde er auch DDR-Meister im griechisch-römischen Stil im Halbschwergewicht.
1958 startete Dieter Rauschbach beim Welt-Cup in Sofia. In den 1950er Jahren fanden Weltmeisterschaft in den einzelnen Stilarten abwechselnd statt. 1958 gab es solche im griechisch-römischen Stil, aber keine im freien Stil. Um aber auch den Freistilringern zu ermöglichen an einer großen internationalen Veranstaltung teilzunehmen, führte die FILA 1958 einen Freistil-Welt-Cup in Sofia durch. An dieser Veranstaltung, an der die gesamte Weltelite teilnahm, startete auch Dieter Rauchbach für die DDR. Er verlor dort im Halbschwergewicht in seinem ersten Kampf gegen Petko Sirakow aus Bulgarien auf Schulter und erzielte danach Punktsiege über Czesław, Polen und Reşit Karabacak, Türkei. Damit hatte er aber 5 Fehlpunkte erreicht und musste ausscheiden, belegte aber einen hervorragenden 5. Platz. Sieger dieses Turniers wurde Anatoli Albul aus der Sowjetunion vor Gholamreza Takhti, Iran, Karabacak und Petko Sirakow.
1959 startete Dieter Rauchbach bei der Weltmeisterschaft im freien Stil in Teheran. Im Halbschwergewicht ging er dreimal auf die Matte und rang gegen Lucjan Stepczyński, Polen, Boris Kulajew, UdSSR und Maurice Jacquel, Frankreich jeweils unentschieden. Damit hatte er 6 Fehlpunkte, musste ungeschlagen ausscheiden und belegte den 6. Platz.
1960 setzte sich Dieter Rauchbach in der Ausscheidung für die gesamtdeutsche Olympiamannschaft durch. Im freien Stil siegte er im Halbschwergewicht vor Fritz Dirscherl aus Kelheim, Walter Müller aus Leipzig und Ernst Ganßert aus Frankfurt am Main. Beim olympischen Turnier in Rom lief es für ihn nicht gut, denn er verlor seinen ersten Kampf gegen Viking Palm aus Schweden nach Punkten und wurde in seinem zweiten Kampf überraschenderweise von dem Inder Sajan Singh geschultert. Damit schied er aus und kam nur auf den 15. Platz.
Von 1961 bis 1963 war er bei keinen internationalen Meisterschaften mehr am Start. 1964 setzte der DDR-Ringerverband Dieter Rauchbach noch einmal in der Ausscheidung für die gesamtdeutsche Olympiamannschaft ein. Er scheiterte jedoch an Heinz Kiehl vom KSV Oggersheim, gegen den er in Dortmund unentschieden rang, in Leipzig aber nach Punkten verlor. Den Startplatz bei Olympia bekam dadurch Heinz Kiehl.

## Internationale Erfolge
| Jahr | Platz | Wettbewerb                               | Stil | Gewichtsklasse | Ergebnisse                                                                                                |
| 1957 | 2.    | Intern. Turnier in Jena                  | F    | Halbschwer     | hinter György Gurics, Ungarn, vor Gogenischwili, UdSSR                                                    |
| 1958 | 5.    | Welt-Cup in Sofia                        | F    | Halbschwer     | nach einer Niederlage gegen Petko Sirakow, Bulgarien und Siegen über Czeslaw, Polen und Karabacak, Türkei |
| 1959 | 6.    | WM in Teheran                            | F    | Halbschwer     | nach Unentschieden gegen Lucjan Stepczyński, Polen, Boris Kulajew, UdSSR und Maurice Jacquel, Frankreich  |
| 1960 | 15.   | OS in Rom                                | F    | Halbschwer     | nach Niederlagen gegen Viking Palm, Schweden und Sajan Singh, Indien                                      |
| 1962 | 1.    | "Werner-Seelenbinder"-Turnier in Leipzig | F    | Halbschwer     | vor Horst Czech, DDR und Dimitri Ogorodnik, UdSSR                                                         |

## DDR-Meisterschaften
| Jahr | Platz | Stil | Gewichtsklasse | Ergebnisse |
| 1954 | 4.    | GR   | Halbschwer     | hinter Herbert Albrecht, SC Motor Zella-Mehlis, Fritz Fleischhauer, SC Motor Artern und Günter Keil, SG Dynamo Luckenwalde |
| 1955 | 1.    | F    | Halbschwer     | vor Fritz Fleischhauer und Horst Unger, SC Aktivist Neuölsnitz                                                             |
| 1955 | 2.    | GR   | Halbschwer     | hinter Horst Unger, vor Hans Täsch, SG Dynamo Luckenwalde                                                                  |
| 1956 | 1.    | F    | Halbschwer     | vor Horst Neumann, SC Aufbau Berlin und Horst Ungern                                                                       |
| 1956 | 4.    | GR   | Halbschwer     | hinter Herbert Albrecht, Hermann Borchers, SC Leipzig und Günter Pötsch, SC Motor Jena                                     |
| 1957 | 1.    | F    | Halbschwer     | vor Hartmut Fleischhauer, SC Motor Artern und Reiner Kahl, SC Motor Jena                                                   |
| 1958 | 1.    | F    | Halbschwer     | vor Walter Engel, SC Dynamo Luckenwalde und Bruno Finzel, SC Lok Leipzig                                                   |
| 1959 | 1.    | F    | Halbschwer     | vor Lothar Möckel, SC Aktivist Lugau und Werner Köhler, SC Dynamo Dresden                                                  |
| 1960 | 1.    | F    | Halbschwer     | vor Walter Müller, SC Lok Leipzig und Werner Köhler                                                                        |
| 1961 | 1.    | F    | Schwer         | vor Bruno Neubauer, SC Vorwärts Neubrandenburg und Falko Müller, ASK Vorwärts Rostock                                      |
| 1962 | 1.    | GR   | Halbschwer     | vor Günter Pötsch und Falko Müller                                                                                         |
| 1962 | 1.    | F    | Halbschwer     | vor Günter Pötsch und Werner Geske, SC Vorwärts Markneukirchen                                                             |

Erläuterungen
- OS = Olympische Siele, WM = Weltmeisterschaft
- GR = griechisch-römischer Stil, F = Freistil
- Halbschwergewicht bis 1961 bis 87 kg, Schwergewicht über 87 kg Körpergewicht; Halbschwergewicht ab 1962 bis 97 kg Körpergewicht